# Alexandre-Daniel de Talleyrand-Périgord
Pour les autres membres de la famille, voir Maison de Talleyrand-Périgord.
Alexandre-Daniel, baron de Talleyrand-Périgord, né le 22 février 1776 à Paris et mort le 3 juillet 1839 au Bois-d'Oingt (Rhône), est un haut fonctionnaire et un homme politique français qui a notamment occupé des fonctions de préfet et des mandats de député.

## Biographie
Neveu du cardinal Alexandre-Angélique de Talleyrand-Périgord, il se destine à l'état ecclésiastique et étudie la théologie à Naples, où son père, Louis-Marie-Anne de Talleyrand-Périgord, est ambassadeur de France dans le royaume de Naples.
Durant la Révolution française, il combat dans l'armée des émigrés puis se fait naturaliser napolitain et devient major dans l'armée du royaume de Naples.
Il rentre en France en 1802 sous le Consulat. Résidant à La Ferté-Saint-Aubin (Loiret), chez son frère Augustin-Louis, il devient maire de cette commune en 1807, membre du conseil général du Loiret en 1809 ; il est aussi nommé conseiller d'État.
Sous la Restauration, il est nommé préfet du Loiret le 21 avril 1814. Il est fait chevalier de la Légion d'honneur le 19 octobre 1814.
Durant les Cent-Jours (mars-juin 1815), il accompagne Louis XVIII à Gand et est chargé d'une mission secrète à Vienne.
Il reprend possession de sa préfecture le 9 juillet 1815, lorsque Louis XVIII remonte sur le trône. Il est promu officier de la Légion d'honneur le 27 février 1816. Ayant refusé de payer aux Prussiens une contribution de quatre millions de francs, il est arrêté par leur ordre et envoyé en prison à Saint-Cloud.
Il est élu député du Loiret au grand collège le 22 août 1815. Il opine avec la minorité de la Chambre introuvable et obtient sa réélection le 4 octobre 1816.
Il est nommé préfet de Vaucluse le 5 février 1817, de Corse le 19 décembre 1819, de l'Aisne le 30 janvier 1820, de l'Allier le 9 janvier 1822, de la Nièvre en 1828, préfet de la Drôme en 1830, du Pas-de-Calais en 1831.
Rallié à la Monarchie de Juillet en 1830, il est promu commandeur de la Légion d'Honneur le 17 mars 1832 et nommé ministre plénipotentiaire à Florence (Grand-duché de Toscane) en 1833, puis à Hambourg, ville libre et hanséatique et auprès du Royaume de Danemark à Copenhague. Il est élevé à la dignité de pair de France le 10 juin 1838.
Il est le père de Charles de Talleyrand-Périgord.

## Décorations
- Commandeur de la Légion d'honneur, par ordonnance royale du 17 mars 1832.